# Rosnice jeskynní
Rosnice jeskynní (Litoria cavernicola) je žába, která žije v severozápadní Austrálii. Její velikost je až 55 mm. Spolu s několika dalšími druhy rosnic, obývá jeskynní vlhké prostředí v oblasti Kimberly. Její tělo je upravené na život v jeskyni. V přežití mimo jeskyně ji pomáhá dobrý zrak. Nazelenalé zbarvení ji kryje před nepřáteli.